# Pseudosimochromis curvifrons
Pseudosimochromis curvifrons là một loài cá thuộc họ Cichlidae. Nó được tìm thấy ở Cộng hòa Dân chủ Congo, Tanzania, and Zambia. Its natural habitat consists of hồ nước ngọt.